# Acanthophyllum adenophorum
Acanthophyllum adenophorum är en nejlikväxtart som beskrevs av Josef Franz Freyn. Acanthophyllum adenophorum ingår i släktet Acanthophyllum och familjen nejlikväxter. Inga underarter finns listade i Catalogue of Life.